# 劉於義
劉於義（1675年3月2日—1748年4月5日），字喻旃，號蔚岡。江蘇武進（今屬常州市）人，清朝翰林，政治人物，學者。

## 生平
康熙五十一年（1712年）壬辰科會試會魁，殿試位列第二甲第五名進士出身，選翰林院庶吉士。敕封文林郎。
五十二年（1713年），散館，授翰林院編修，以編修在武英殿、御書處行走。
雍正元年（1723年），以編修充日講起居注官。升左春坊左中允，敕授承德郎。隨即升翰林院侍讀。以侍讀充山西學政。
三年（1725年），升右春坊右庶子。
四年（1726年），升翰林院侍講學士。超擢順天府府尹。
五年（1727年），改詹事府詹事。擢倉場侍郎，兼順天府尹。
八年（1730年），改吏部左侍郎。以吏部左侍郎協辦山東巡撫印務。升直隸河道總督。
九年（1731年），升刑部尚書，兼署直隸河道總督。任內大修河道堤閘。改署理直隸總督。
十年（1732年），以刑部尚書兼署陝西總督。
十一年（1733年），改吏部尚書，仍兼署陝西總督。
十三年（1735年），因用兵青海，以欽差大臣差赴西北，駐肅州專理軍務儲備。
乾隆元年（1736年），以吏部尚書署川陝總督印務，兼署甘肅巡撫。誥封光祿大夫。
三年（1738年），大學士查郎阿彈劾承辦軍需道沈青崖等人「私運侵帑」，劉於義遭連坐革職。
五年（1740年），起復署理直隸布政使。
七年（1742年），升授福建巡撫。
八年（1743年），調山西巡撫。隨即升戶部尚書。
九年（1744年），改吏部尚書，協辦大學士。充經筵講官。
十年（1745年），以吏部尚書協辦大學士署理直隸總督，兼管戶部尚書事，仍充經筵講官。進加太子少保。
十一年（1746年），以太子少保吏部尚書協辦大學士署理直隸河道總督，仍兼管戶部尚書事。
十三年（1748年），因奏事在養心殿，跪良久，起身站立時誤踏衣袂，仆倒而暴卒。諡文恪。有誥敕五道，諭祭、諭葬。

## 政績
- 在翰林院文譽甚著，凡有撰擬諭旨，都稱合皇帝旨意。
- 雍正三年（1725年），雍正帝諭「留心民事」，山西大飢而無儲糧，奏請每年用耗羨銀四萬兩在太原、平陽、潞安、大同買米儲存，「春糶秋補」，上命巡撫伊都立實行。
- 直隸河道總督任內奏天津截留漕糧，省津貼費用，但給地方官耗米百分之一。奏請青龍灣停建雞心水閘，「請展壩面使無礙水道」。
- 直隸總督任內，處置盜賊不分首從一律斬首。大名強盜案數百人，於義發現凶器為農具、贓物為米穀，只是饑民借糧爭奪而從輕處置。
- 陝西總督任內，奏西北軍需造成糧價高昂，兵餉不足養兵，請播種籽農具於瓜州屯墾，並教導回民農事。時用兵西北，多建堡壘、廣開灌溉水渠、重修蘭州浮橋，招募流民，設甘、涼馬廠，皆條劃有序。「部署西師往返，凡四年，屯田築堡，安集流移，輸送軍糧戰馬，其勞最多。」
- 福建巡撫任內裁減閩鹽加派，逮捕謀亂的漳州陳作謀、台灣王永興。
- 乾隆九年（1744年），以協辦大學士會同直隸總督高斌勘查河工，第一年完成疏通子牙河口、鳳河、塌河淀、正定諸泉，開白溝河、西淀河支流，東淀河截彎取直，修復營田渠閘，修築河堤。第二年完成還鄉河截彎取直，築運薊河堤，開鑿張青口支河、新安新河道，拓寬廣利渠，裁永定河灣。第三年完成疏通天津賈家口、靜海蘆北口、慶雲馬頰河、鹽山宣惠河，引塌河淀洪水入薊運河。乾隆十二年夏全部完工。

## 著作
- 主編《陝西通志》一百卷[3]

## 家族
武進西營劉氏第十一世。祖父劉漢卿。父劉一夔。子劉復。
- 姻婭：任蘭枝、陳聶恆、楊士徽。

### 妻妾
- 正室：管氏，敕封孺人，晉封安人，贈一品夫人。貢生、蘇州府訓導管仁直之女。
- 側室：屠氏。
- 側室：蕭氏。

### 子女
皆正室所生。
- 長子：劉復。雍正五年進士。
- 次子：劉益。

- 長女，適監生徐楫。
- 次女，適監生、考授縣丞莊一駿。
- 三女，字監生楊紳，未嫁。
- 四女，適乾隆二年恩科探花任端書。
- 繼女，候選縣丞浙江平湖袁鑄。

## 延伸阅读
[在维基数据编辑]
 《清史稿/卷307》，出自趙爾巽《清史稿》